# Болотный рисовый хомяк
Болотный рисовый хомяк (лат. Oryzomys palustris) — североамериканский грызун семейства хомяковые (Cricetidae). Обитает обычно в водно-болотных угодьях, болотах и солончаках. Ареал — в основном восточная и южная части Соединённых Штатов, от Нью-Джерси и Канзаса к югу до Флориды и северо-востока Тамаулипаса, Мексика; его ареал ранее простирался дальше на запад и север, где он, возможно, был комменсалом в областях выращивания кукурузы. Масса тела — от 40 до 80 граммов (1,4 до 2,8 унции). Болотный рисовый хомяк — среднего размера грызун, напоминающий чёрную и серую крыс. Верхняя часть тела, как правило, серо-коричневой окраски, но красноватая во многих популяциях во Флориде. Лапки имеют некоторые особенности для жизни в воде. Череп большой и плоский, но короткий спереди.
Джон Бахман обнаружил вид в 1816 году, однако формально он был описан в 1837 году. Некоторые подвиды были описаны в 1890-х годах, в основном во Флориде, но есть разногласия по поводу их достоверности. Популяция на архипелаге Флорида-Кис иногда классифицируется как отдельный вид — Oryzomys texensis. Данные, полученные из митохондриальной ДНК гена цитохром б, свидетельствуют о глубоком расхождении между популяциями к востоку от Миссисипи и теми, которые обитают дальше к западу, что позволяет предположить, что западные популяции могут быть признаны как отдельный вид, Oryzomys texensis. Этот вид является частью рода Oryzomys, который также включает несколько других, обитающих на юг, в Мексике, Центральной Америке и северо-западе Южной Америки, некоторые из которых ранее рассматривались как подвид болотного рисового хомяка. Один из них, техасский рисовый хомяк (Oryzomys couesi), обитает вместе с болотным рисовым хомяком в штате Тамаулипас и южном Техасе.
Болотные рисовые хомяки активны в ночное время, создают гнёзда из травы и осоки, а иногда — и подобия троп. Их питание довольно разнообразно, включает в себя растения, грибы и различных животных. Плотность популяции, как правило, ниже 10 гектаров, диапазон обитания варьирует от 0,23 до 0,37 гектаров (0,57 до 0,91 акра) в зависимости от пола и географии. В помёте рождаются в среднем от 4 до 5 детёнышей после беременности около 25 дней, в основном в летний период. Новорождённые беспомощны при рождении, но отучаются от сосания молока через несколько недель. Некоторые животные охотятся на болотных рисовых хомяков, в том числе сипуха, и они обычно живут не более года в дикой природе. Она заражаются различными паразитами и переносят в себе хантавирусы, которые также заражают людей. Сохранность вида не вызывает беспокойства, но некоторые популяции находятся под угрозой.